# Terrifier 2
Terrifier 2 è un film del 2022 scritto, diretto, co-prodotto e montato da Damien Leone.
La pellicola è il sequel di Terrifier (2016) nonché secondo capitolo del franchise di Terrifier.

## Trama
Dopo essere risorto nell'obitorio e aver assassinato il medico legale, Art the Clown si reca in una lavanderia a gettoni per lavare via il sangue dai suoi abiti. Intento a leggere il giornale, incontra qui una ragazzina vestita come lui, con un sorriso folle e demoniaco che lo saluta allegramente. Leggermente sorpreso, Art ricambia il saluto.
La ragazzina improvvisamente, urina catrame per poi avvicinarsi a lui e insieme iniziano a giocare. La ragazzina appare in qualche modo legata alla sua resurrezione: si tratta infatti di una creatura sovrannaturale che soltanto lui può vedere. Dopo aver ucciso anche l'unico altro avventore della lavanderia, Art va via, pronto a tornare all'attacco l'anno successivo. Un anno dopo, una ragazza di nome Sienna Shaw sta finendo il proprio vestito di Halloween, un'opera basata su un disegno del suo defunto padre. Suo fratello minore è invece intenzionato a travestirsi da Art the Clown, una scelta che turba fortemente la ragazza, la quale fa anche un sogno particolarmente vivido con protagonista il temuto serial killer. Durante lo strano sogno, delle candele precedentemente spente si accendono e causano un incendio in cui il vestito di Halloween di Sienna viene distrutto.
A partire dalla mattina di Halloween, entrambi i fratelli iniziano ad essere perseguitati da Art the Clown, il quale appare in qualche modo legato al suicidio del loro padre. Jonathan, il fratello di Sienna, è stato inoltre accusato di aver portato un opossum morto a scuola, sebbene Art sia il vero responsabile del gesto. Jonathan è talmente terrorizzato dall'apparizione di Art che non vuole più uscire nella giornata di Halloween e chiede a sua sorella di fare lo stesso, invano. Dal suo canto, Sienna è profondamente turbata dopo aver saputo che Vicky Heyes, sopravvissuta al massacro dell'anno precedente, ha aggredito una conduttrice televisiva subito dopo la messa in onda di una sua intervista. Mentre la ragazza è in un negozio per alcuni acquisti legati alla festività, Art dapprima si prende gioco di lei per poi uccidere il commesso in un secondo momento. 
Nella serata di Halloween, Art non agisce colpendo a caso come l'anno precedente: il suo scopo ora è di prendere di mira gli affetti di Sienna. Dapprima incontra un'amica della ragazza, Allie, e si prende gioco di lei, per poi entrare in casa sua e attaccarla pugnalandole l'occhio sinistro, tagliandole il cuoio capelluto esponendo la calotta cranica, staccandole le braccia e strappandole la faccia dopo averla ricoperta di candeggina ed inserito del sale da cucina nella carne viva della sua schiena dilaniata; procede poi ad ucciderne anche la madre. Poco dopo il killer approfitta di un litigio fra la madre di Sienna e Jonathan affinché la donna rimanga da sola; a questo punto la uccide sparandole in faccia con un proiettile esplosivo. Nel frattempo Jonathan viene rapito da Art e dalla sua complice che, potendo imitare perfettamente la voce del ragazzo grazie ai suoi poteri sovrannaturali, telefona a Sienna e la convince a recarsi in un luna park abbandonato per soccorrerlo. La ragazza, che a sua insaputa era stata drogata da Brooke, una delle sue migliori amiche, si reca in questo posto proprio insieme all'amica e al suo fidanzato Jeff in macchina, dopo essersi fermati, Art appare e uccide Jeff strappandogli i genitali, per poi inseguire e uccidere anche Brooke con dell'acido muriatico e una mazza chiodata. Da questo momento in poi può dedicarsi a dare la caccia ai due fratelli.
Dopo momenti di fuga e di combattimento, Sienna capisce che l'arma facente parte del costume creato per lei da suo padre è in realtà l'unica arma in grado di uccidere Art, reso ormai invulnerabile dall'entità sovrannaturale che lo sta proteggendo. Art sembra riuscire ad avere la meglio sulla ragazza e la rinchiude insieme alla sua spada in una fossa. Qui Sienna sogna di stare in una gigantesca ampolla d'acqua un tempo utilizzata per spettacoli di magia. La ragazza apparentemente affoga e muore dissanguata. Improvvisamente però, la sua spada inizia a brillare di luce propria, mandando scariche elettriche. Tutte le ferite sul corpo di Sienna diventano incandescenti e guariscono magicamente. La ragazza infine si risveglia, uscendo fuori dalla gabbia d'acqua raccoglie la spada preparandosi a chiudere i conti col clown maligno. Come il padre aveva fatto nei suoi disegni prima di morire, Sienna è dotata di poteri sovrannaturali, e sembra essere l'angelo guerriero, inviato a sconfiggere le forze del male.
Il killer si dedica intanto a Jonathan, iniziando a divorargli le caviglie, proprio in questo frangente giunge Sienna che colpisce alle spalle Art e infine decapita il serial killer con la sua arma. L'incubo sembra terminato, tuttavia la ragazzina vestita come Art riesce a recuperare la testa del pagliaccio malefico e a portarla via.
In mezzo ai titoli di coda, è presente una scena in cui viene mostrato il destino della sfigurata Vicky, l'unica sopravvissuta della precedente strage di Art: rinchiusa in un carcere psichiatrico per il violento assalto alla giornalista Monica Brown, la si vede dapprima vomitare nella sua stanza e poi scrivere con il suo stesso sangue delle oscenità sul muro. Successivamente imbratta le pareti scrivendo "Vicky + Art" dentro un cuore e infine "partorisce" la testa viva del malvagio pagliaccio, facendo inorridire l'infermiera che era andata a farle visita e lasciando presagire che Art è di nuovo vivo e pronto per nuove stragi da compiere.

## Produzione
Nel febbraio 2019, Leone ha annunciato di aver completato la stesura della sceneggiatura del film. Colpito da alcune critiche secondo le quali il primo film peccasse per l'assenza di una trama ben strutturata, Leone ha deciso di recuperare un personaggio scartato dal precedente lavoro, ossia un'eroina vestita da angelo: da questa idea è nata la figura di Sienna Shaw. Il cast dell'opera è stato rivelato tra il 2019 e il 2020, con David Howard Thorton e Samantha Scaffidi nuovamente nei ruoli già interpretati in Terrifier.
Per la produzione dell'opera è stato raccolto tramite crowdfunding un budget di 250 mila dollari, una cifra pari al 430% di quanto inizialmente richiesto dal regista. Le riprese sono iniziate nell'ottobre 2019 per poi subire un'interruzione a causa della pandemia di Covid-19.

## Distribuzione
Presentato inizialmente durante i festival Fantastic Fest e Fright Fest, il film è stato successivamente acquisito da Bloody Disgusting che ne ha curato la distribuzione cinematografica. In un primo momento il film sarebbe dovuto restare nei cinema statunitensi per una sola settimana, tuttavia in seguito al successo riscontrato il distributore ne ha garantito la presenza nei cinema per un periodo di tre settimane. L'opera è stata distribuita in 886 sale nel territorio statunitense il 6 ottobre 2022. 
In Italia il film è stato distribuito il 26 luglio 2023 da Midnight Factory direttamente sui servizi streaming Amazon Prime e Mediaset Infinity.

## Accoglienza

### Incassi
Il film ha incassato  15740003 $ al botteghino, di cui 400 mila soltanto nel suo primo giorno di proiezione: un risultato definito "surreale" dalla rivista Variety, che ha sottolineato la forte discrepanza fra questo incasso e il budget investito per la produzione dell'opera.
A causa della cruenza di molte scene, numerosi spettatori del film hanno subito svenimenti o dato di stomaco durante la visione o subito dopo. In alcuni casi si è reso necessario l'intervento di ambulanze.

### Critica
Sull'aggregatore Rotten Tomatoes il film riceve l'86% delle recensioni professionali positive con un voto medio di 6,8 su 10 basato su 80 critiche, mentre su Metacritic ottiene un punteggio di 59 su 100 basato su 8 critiche.

## Sequel
Damien Leone ha confermato la realizzazione di un terzo capitolo della saga, il quale potrebbe potenzialmente essere scisso in due film. Nel mese di novembre 2023 è stato diffuso il primo teaser di Terrifier 3, in uscita il 25 ottobre 2024.